# Observatorio Sonnenborgh
El Observatorio Sonnenborgh (en neerlandés: Museum Sterrenwacht Sonnenborgh; Sonnenborgh museum & sterrenwacht) es un observatorio astronómico y museo abierto al público ubicado en la ciudad neerlandesa de Utrecht. Fue fundado en 1853 como observatorio universitario (de la Universidad de Utrecht), y desde 1854 hasta 1897 fue la primera sede del Real Instituto Meteorológico Holandés.